# انسویل
انسویل (به فرانسوی: Ansauville) یک کمون در فرانسه است که در canton of Domèvre-en-Haye واقع شده‌است. انسویل ۶٫۹۷ کیلومتر مربع مساحت دارد ۲۳۲ متر بالاتر از سطح دریا واقع شده‌است.